# Skagens naturreservat
Skagen är ett naturreservat inom Kinnekulle naturvårdsområde i Götene kommun i Västergötland.

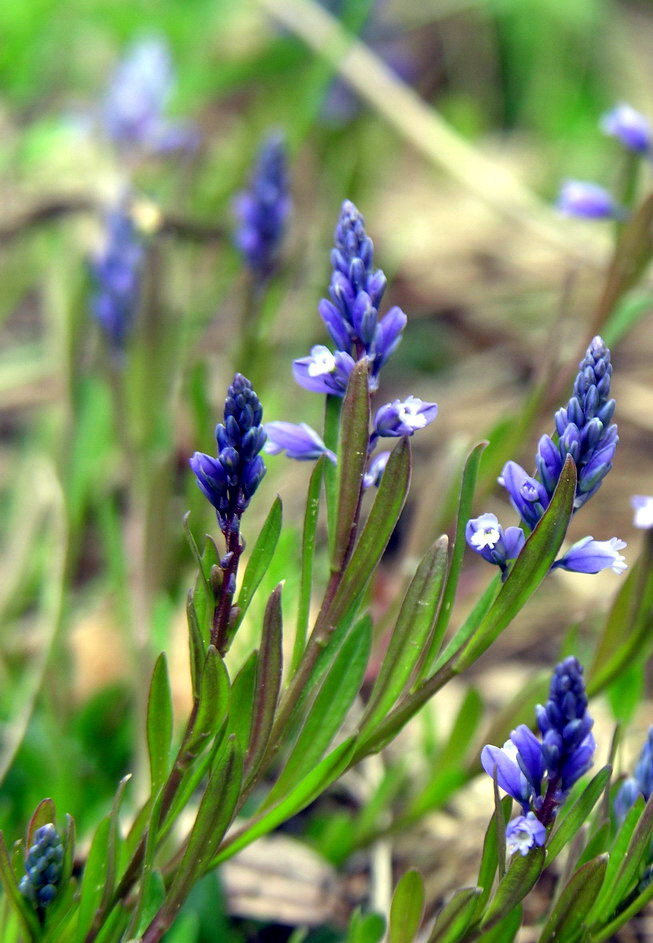
Rosettjungfrulin

Området är skyddat sedan 2007 och omfattar 93 hektar. Det ligger på östra sidan av Kinnekulle, ca 3 km söder om Hällekis samhälle och består mest av ett gammalt odlingslandskap med stenmurar, betesmarker, slåtteräng och åkrar. Genom den sydvästra delen av reservatet går även en mindre åsrygg, en drumlin. Där finns ett artrikt växt- och djurliv. Bland växter kan några nämnas, rosettjungfrulin, fältgentiana, ängsnycklar, Sankt Pers nycklar och brudsporre. Skalbaggen kullerlöpare förekommer i naturreservatet Skagen. 
Skagens naturreservat ingår i EU:s nätverk av skyddade områden, Natura 2000.